# Clemente Fernández
Clemente Fernández López (Madrid, España, 23 de noviembre de 1919 — Madrid, 17 de julio de 1996) fue un futbolista español que se desempeñaba como defensa.

## Selección nacional
Fue tres veces internacional con la selección española. Debutó en Madrid el 21 de marzo de 1948 contra Portugal.

## Clubes
| Club                         | País   | Año       |
| ---------------------------- | ------ | --------- |
| Real Madrid C. F.            | España | 1942-1952 |
| R. C. Deportivo de La Coruña | España | 1952-1953 |

## Palmarés

### Campeonatos nacionales
| Título          | Club              | País   | Año  |
| --------------- | ----------------- | ------ | ---- |
| Copa del Rey    | Real Madrid C. F. | España | 1946 |
| Copa del Rey    | Real Madrid C. F. | España | 1947 |
| Copa Eva Duarte | Real Madrid C. F. | España | 1947 |